# 제트 라이트
제트 라이트(영어: JetLite)은 인도의 항공사로 총 30개 노선을 취항하고 있다. 본사는 인도 뭄바이에 위치해 있으며 1991년에 사하라 항공(영어: Sahara Airlines)으로 설립했다. 또한 사용하고 있는 허브 공항으로 인디라 간디 국제공항이 있다.

## 역사

### 초창기

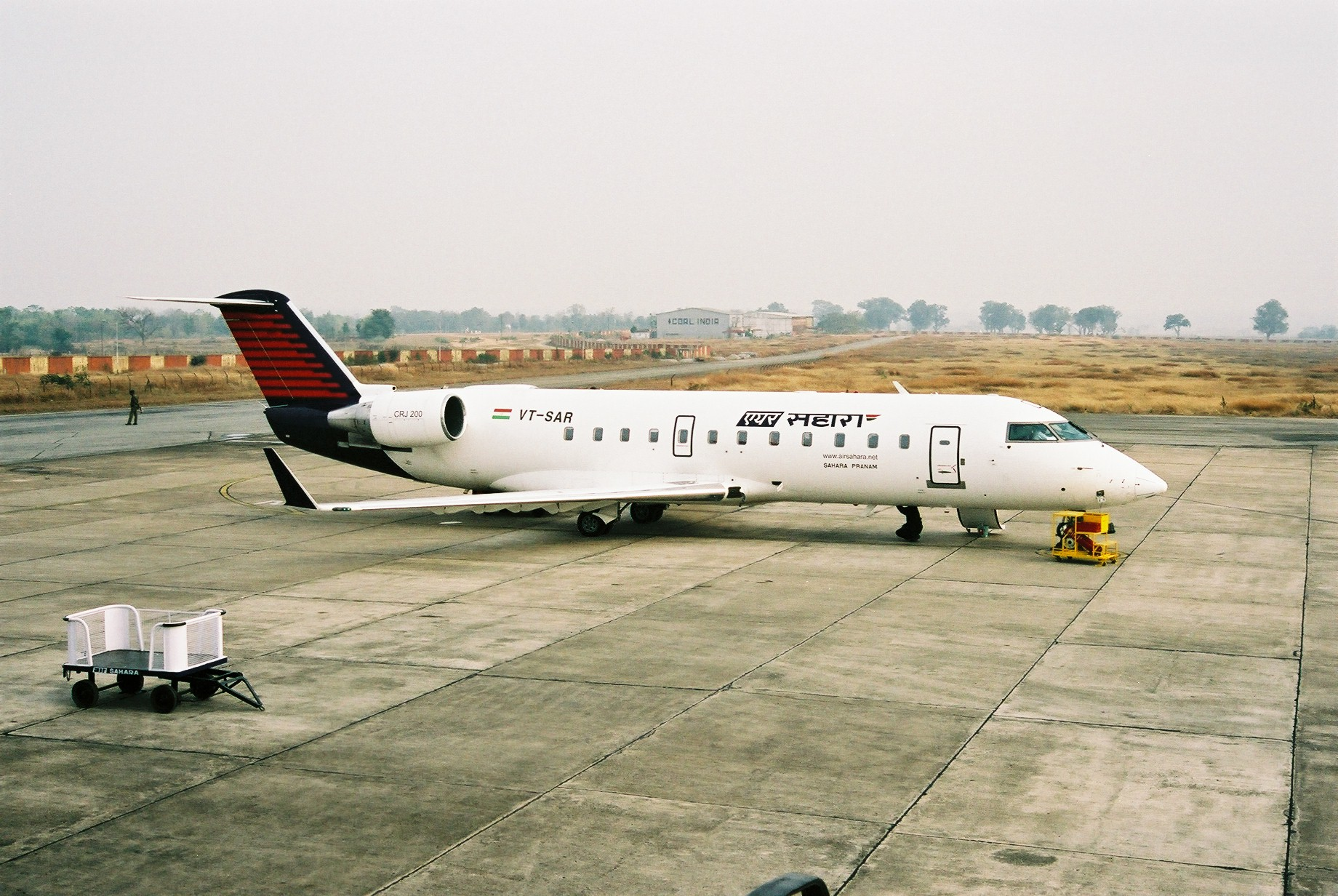
예전 사명인 사하라 항공이 보유하고 있던 봄바디어 CRJ200

항공사는 1991년 9월 20일 사하라 항공으로 설립해 2대의 보잉 737-200 기종으로 1993년 12월 3일에 운항하기 시작했다. 최초로 취항 당시 주로 인디라 간디 국제공항을 거점으로 인도 북부에 취항을 했으나 후에 모든 국가를 추가로 취항했다. 2000년 10월 2일에 별도의 법인으로 남았으나 브랜드에 별도로 등록하지 않았다. 2004년 3월 22일 첸나이와 콜롬보에 취항했다. 2006년 기준으로 인도의 국내선 항공 수송 시장은 4월에 보고된 8.5%에서 약 11% 점유율을 상승시켰다.

### 제트 에어웨이즈의 인수 시도
제트 에어웨이즈 2006년 1월 19일에 제트 라이트의 인수를 발표했다. 거래에 대한 시장 반응은 많은 애널 리스트는 제트 에어웨이즈가 사하라 항공에 많은 지불하는 것을 제안했다. 인도 민간 항공 교육부는 원칙적으로 승인을 했으나 제트 에어웨이즈에서 가격과 거래 문제로 인해 회사 내부에서 논쟁으로 인해 사실상 중단되고 말았다. 거래의 실패 이후, 두 회사는 서로 손해를 찾는 소송을 제기했다.
이후에 제트 에어웨이즈가 우여곡절 끝에 돈을 지불하는 합의를 했으며 2007년 4월 12일에 인수해 국내선 시장 점유율을 32%로 올리게 되었다.
같은 해 4월 16일 제트 에어웨이즈는 현재의 사명으로 변경한다고 발표했다. 인수가 공식적으로 완료된 시점은 제트 에어웨이즈가 돈을 지불해 4월 20일에 이루어졌다.

### 제트 커넥트의 인수
제트 라이트는 2012년 3월에 제트 커넥트를 인수 후 합병 했으며 이후에 제트 에어웨이즈의 계열에서 분리했다.

## 보유 기종
- 2019년 4월 기준으로 제트 라이트는 다음과 같은 기종을 보유하고 있다.[5]

## 기내 서비스
- 제트 라이트가 제공하는 보드 서비스 호출로 제트 카페[6]로 주로 음식을 제공한다.

## 같이 보기
- 제트 에어웨이스